# Agriotes nadezhdae
Agriotes nadezhdae is een keversoort uit de familie kniptorren (Elateridae). De wetenschappelijke naam van de soort is voor het eerst geldig gepubliceerd in 1965 door Cherepanov.